# Anosibe An'ala
Anosibe An'ala District är ett distrikt i Madagaskar.   Det ligger i regionen Alaotra Mangororegionen, i den centrala delen av landet, 100 km öster om huvudstaden Antananarivo.